# Pampán (municipalité)
Pour les articles homonymes, voir Pampan.
Pampán est l'une des vingt municipalités de l'État de Trujillo au Venezuela. Son chef-lieu est Pampán. En 2011, la population s'élève à 47 549 habitants.

## Géographie

### Subdivisions
La municipalité est divisée en quatre paroisses civiles :
- Flor de Patria (Flor de Patria) ;
- La Paz (Monay) ;
- Pampán (Pampán) ;
- Santa Ana (Santa Ana).